# Discontinuïtat de Lehmann

Esquema de l'interior de la Terra. C: Discontinuïtat de Lehmann; 5: Nucli extern; 6: Nucli intern.

La discontinuïtat de Lehmann és el límit entre el nucli extern, fluid, i el nucli intern, sòlid, de la Terra. Va ser descobert el 1936 per la sismòloga danesa Inge Lehmann. Es troba a una profunditat mitjana de 5.155 km, dada que no es va establir amb precisió fins a principis de la dècada dels 60.